# Eugen Herrigel
Eugen Victor Herrigel (* 20. März 1884 in Lichtenau (Baden); † 18. April 1955 in Partenkirchen) war ein deutscher Philosoph und Anhänger des japanischen Bogenschießens.

## Leben

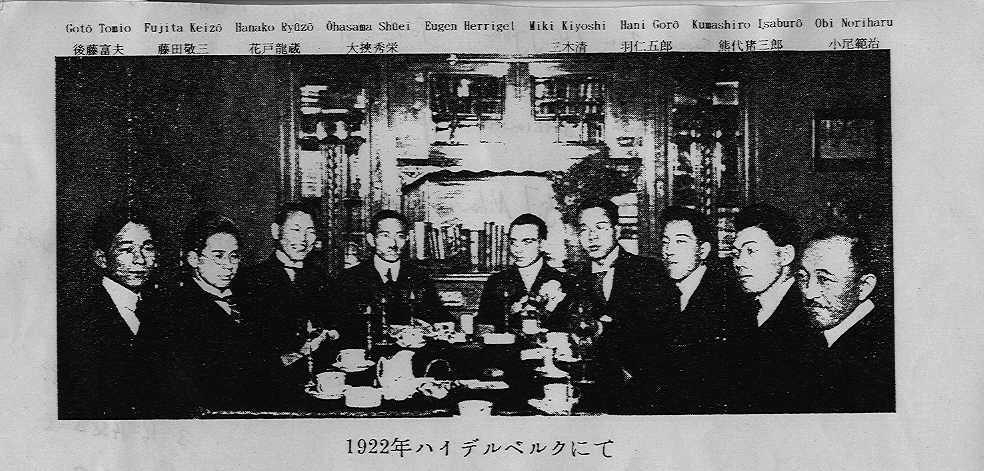
1922 von Eugen Herrigel in der Privatwohnung der Familie Ohazama Shueis gehaltenes Seminar. Von links nach rechts: Gotô Tomio, Fujita Keizô, Hanako Ryûzô, Ôhazama Shûei, Eugen Herrigel (rechts von der Mitte), Miki Kiyoshi, Mori (Hani) Gorô, Kumashiro Isaburô, Obi Noriharu.

Herrigel studierte von 1907 bis 1908 evangelische Theologie an der Universität Heidelberg und von 1908 bis 1913 Philosophie der neukantianischen Richtung. 1913 wurde Herrigel bei Wilhelm Windelband mit einer Arbeit über Die Logik der Zahl promoviert. Er war auch ein Schüler des Philosophen Emil Lask (1875–1915), dessen Schriften er nach dem Ersten Weltkrieg im Auftrag von Heinrich Rickert in den Jahren 1923 und 1924 in drei Bänden herausgab.
1922 habilitierte sich Eugen Herrigel mit Urstoff und Urform, einer Arbeit in der Tradition des Neukantianismus. In dieser Zeit lernte Herrigel den Zen-Buddhismus kennen, und er half bei der Fahnenkorrektur der Anthologie Zen: der lebendige Buddhismus in Japan (1925), übersetzt und eingeleitet von Ohasama Shūej und herausgegeben von August Faust.
Eugen Herrigel war in erster Ehe mit Baronin Paula von Beulwitz (* 1893; † 13. August 1924 in Japan) verheiratet. Das Ehepaar reiste gemeinsam im Mai 1924 nach Japan. Von 1924 bis 1929 lehrte Herrigel an der Kaiserlichen Universität Tōhoku im japanischen Sendai das Fach Philosophie. Am 16. September 1925 heirateten der Witwer Eugen Herrigel und Auguste L. Seefried (1887–1974) in Japan.
Seit dem Frühjahr 1926 nahmen Eugen Herrigel und seine Ehefrau Auguste Herrigel gemeinsam mit dem Dolmetscher Sozo Komachiya Unterricht im Bogenschießen bei Meister Awa Kenzo (阿波 研造; 1880–1939), einem Shadō-Lehrer. Awa hatte einen neuen und eigenwilligen Stil des Kyūjutsu entwickelt, den daishadõkyõ, eine esoterisch-mystische Lehrtradition. Es war diese Große Lehre vom Weg des Schießens, auf die sich Herrigel berief, wenn er Zen meinte. Tatsächlich hatte Awa zeit seines Lebens nie Zen praktiziert. Dennoch glaubte Herrigel, in der von ihm gelernten Wegkunst die spirituelle Wurzel japanischer Kultur entdeckt zu haben, was nach seinem Verständnis der Schriften D. T. Suzukis nahezu gleichbedeutend mit Zen sein müsste.
Nach seiner Rückkehr im Juli 1929 wurde Herrigel in Deutschland zum o. Professor für Philosophie an der Universität Erlangen ernannt. Ende des Jahres reichte er aber seine Arbeit Die metaphysische Form. Eine Auseinandersetzung mit Kant bei der Tôhoku-Universität ein und deren juristisch-philosophische Doppelfakultät verlieh ihm am 12. März 1930 als eine Ehrenauszeichnung den ersten Doktortitel (Bungaku hakushi).
Am 5. Dezember 1937 beantragte Herrigel die Aufnahme in die NSDAP und wurde rückwirkend zum 1. Mai desselben Jahres aufgenommen (Mitgliedsnummer 5.499.332). Von 1938 bis 1944 übernahm er das Prorektorat und vom Oktober 1944 bis April 1945 war er Rektor der Universität Erlangen. Von 1940 bis 1945 war er ordentliches Mitglied der Bayerischen Akademie der Wissenschaften. Im Dezember 1945 wurde er wegen seiner politischen Vergangenheit vom Dienst suspendiert und im Januar 1946 von der amerikanischen Militärregierung entlassen. 1948 wurde er erneut zum o. Prof. ernannt und gleichzeitig in den Ruhestand versetzt.

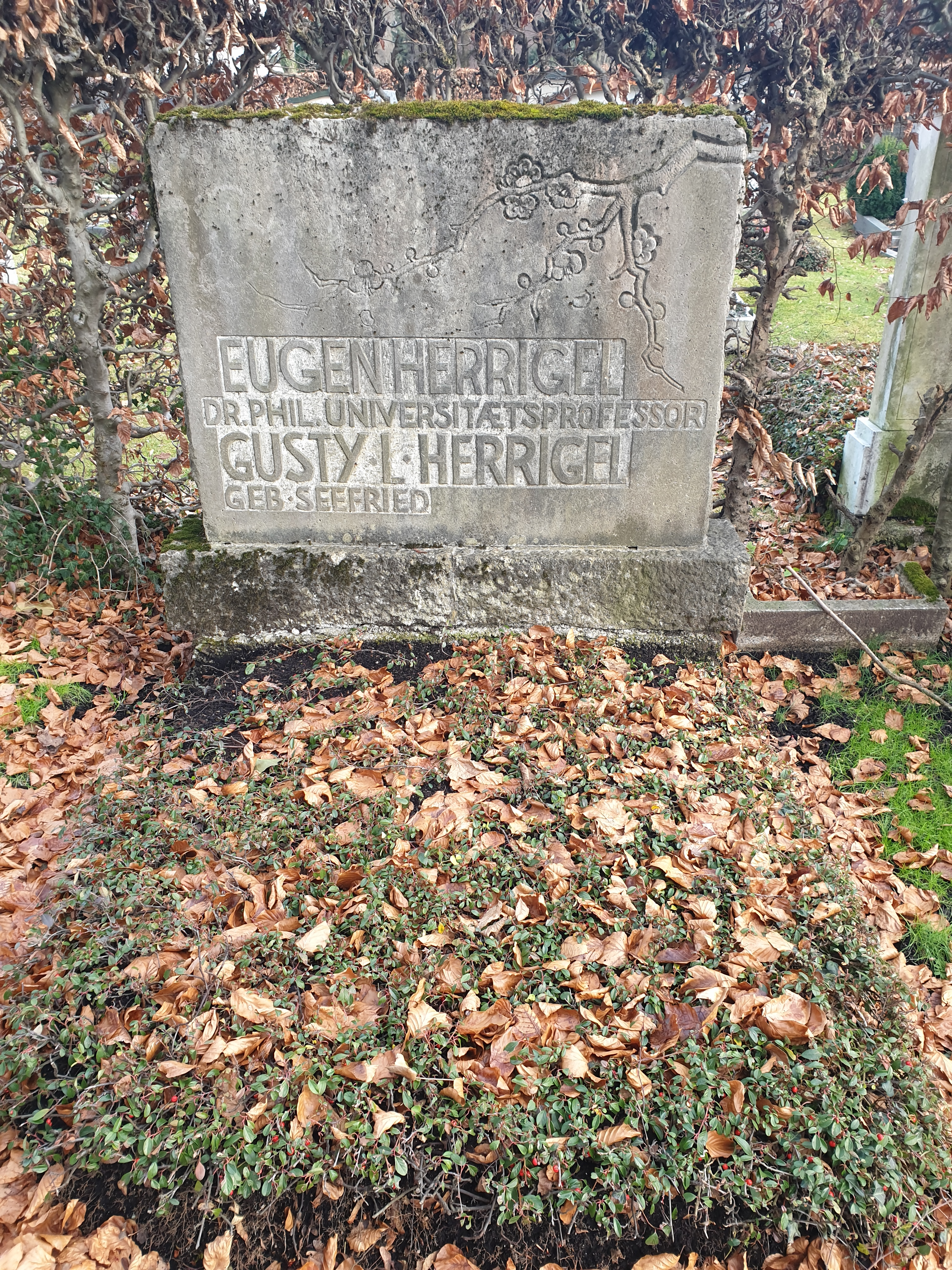
Das Grab von Eugen Herrigel und seiner Frau Gusty L. Herrigel auf dem Friedhof von Partenkirchen.

Herrigels Grab liegt auf dem Friedhof von Partenkirchen.

## Position
In seinen Veröffentlichungen seit 1937 stellte Herrigel die vermeintlichen Gemeinsamkeiten in deutschen und japanischen Tugenden dar, darunter die Opferbereitschaft für das Vaterland und die Furchtlosigkeit vor dem Tode. Herrigel schrieb 1944 über das Ethos des Samurai: So verstehen wir unseren tapferen Bundesgenossen im fernen Osten doch in allem Wesentlichen, wie es für uns wie für ihn heiligste Überzeugung ist, daß, nach einem tiefen Wort Hölderlins, für das Vaterland noch keiner zu viel gefallen ist.
Herrigels philosophisch bedeutsame Veröffentlichung nach 1929 war der Titel Zen in der Kunst des Bogenschießens. Das Manuskript hatte er ohne profunde Kenntnisse der japanischen Sprache verfassen können. Das Werk erschien nach dem Zweiten Weltkrieg erstmals im Jahr 1948.
Das Buch erzielte hohe Auflagenzahlen. 1953 folgte eine Übersetzung ins Englische und 1956 ins Japanische. 2003 erschien die 43. Auflage der deutschen Ausgabe. Das Buch leistete einen Beitrag zum populären Bild des Zen in der westlichen Welt. Nach Ansicht von Brian (Daizen) A. Victoria weist Herrigels Veröffentlichung einige typische europäische Missverständnisse auf; und sie blendet auch die Instrumentalisierung des Zen im japanischen Militarismus und deutschen Nationalismus aus.

## Auszeichnung
Meister Awa verlieh Eugen Herrigel den 5. Dan in Kyūdō und seiner Ehefrau Auguste L. Herrigel, geb. Seefried, den 2. Dan.

## Veröffentlichungen
- Zur Logik der Zahl. Dissertation. Bühl 1921
- Vorwort des Herausgebers GS, Band I, 1923, S. V–XVI (5–16)
- Emil Lasks Wertsystem. Versuch einer Darstellung aus seinem Nachlaß. In: Ratio, Band 12, 1923/24, S. 100–122
- Ansätze zur Metaphysik in der gegenwärtigen deutschen Philosophie. Vortrag, 1925 (nicht erhalten).
- Über Kants Lehre vom Primat der praktischen Vernunft. In: Shisou (Das Denken), Tokyo, 1925
- Urstoff und Urform. Ein Beitrag zur philosophischen Strukturlehre. Heidelberger Habilitationsschrift 1922. Mohr, Tübingen 1926.
- Gelten, Wert, Sollen, Norm. In: Shisou (Das Denken), Tokyo, 1928
- Die metaphysische Form. Eine Auseinandersetzung mit Kant. Halbband 1: Der Mundus sensibilis. Mohr, Tübingen 1929.
- Die Aufgabe der Philosophie im neuen Reich. In: Pfälzische Gesellschaft zur Förderung der Wissenschaften. 1934, S. 26–32.
- Nationalsozialismus und Philosophie. 1935. Unveröffentlichtes Typoskript, aufbewahrt in der Universitätsbibliothek Erlangen-Nürnberg. In: Zanshin. Das Kyudo-Magazin, Sonderausgabe, 2004, S. 50–55
- Die Ritterliche Kunst des Bogenschießens. In: Nippon. Zeitschrift für Japanologie. Band 2, Nr. 4, Oktober 1936, S. 193–212. Englische Übersetzung von Lutgard Cunningham & Charles Harper (Memento vom 6. Dezember 2011 im Internet Archive)
- Die Tradition im japanischen Volks- und Kulturleben. Ein Spiegel japanischen Kulturlebens in Vergangenheit und Gegenwart. In: Kulturmacht Japan. Richard Foester (Hrsg.), Bibliographisches Institut, 1940 und Verlag Die Pause, Wien 1942, S. 14–15
- Das Ethos des Samurai, in: Feldpostbriefe der Philosophischen Fakultät, Band 3, 1944, S. 2–14
- Zen in der Kunst des Bogenschießens. Weller, Konstanz 1948; 2. vom Verfasser durchges. Aufl., Barth, München-Planegg 1951; 43. Auflage 2003 ISBN 3-502-61115-7
- Der Zen-Weg. Aufzeichnungen aus dem Nachlass. Zusammengestellt und herausgegeben von Hermann Tausend. Mit einem Anhang bearbeitet von Auguste Herrigel. Barth, München-Planegg 1958; 11. Auflage 1990, ISBN 3-502-64281-8
  - Taschenbuchausgabe: Zen in der Kunst des Bogenschießens. Der Zen-Weg. Fischer, Frankfurt 2005, ISBN 3-596-50853-3

Herausgeberschaft
- Emil Lask: Gesammelte Schriften. 3 Bände. Mohr, Tübingen 1923 (Band I, II), 1924 (Band III)